# Plana (Paraćin)
Pour les articles homonymes, voir Plana.
Plana (en serbe cyrillique : Плана) est une localité de Serbie située dans la municipalité de Paraćin, district de Pomoravlje. Au recensement de 2011, elle comptait 1 140 habitants.
Plana est officiellement classée parmi les villages de Serbie.

## Démographie

### Évolution historique de la population
| 1948  | 1953  | 1961  | 1971  | 1981  | 1991  | 2002  | 2011  |
| ----- | ----- | ----- | ----- | ----- | ----- | ----- | ----- |
| 2 001 | 2 024 | 2 076 | 1 899 | 1 766 | 1 675 | 1 244 | 1 140 |

|  |